# Coupe nationale des quartiers
 (février 2023).
La Coupe nationale des quartiers (CNDQ), anciennement la Coupe d'Afrique des nations des quartiers (CANDQ), est une compétition de football officieuse à élimination directe créée en 2019 qui oppose initialement des équipes de football amateur représentant divers pays africains dans les quartiers de France.

## Histoire
En 2019, après un match FC Barcelone - Real Madrid, Moussa Sow et quelques habitants du quartier Les Bleuets de Créteil jouent au football en opposant les supporters des deux équipes du match original. La rencontre, et les suivantes, se transforment rapidement en tournoi inter-quartiers, puis en Coupe d'Afrique des nations de football des quartiers. Les différentes personnes appartiennent à des fausses équipes nationales, pour la majeure partie africaines, en fonction de la diaspora à laquelle elles appartiennent. D'autres équipes peuvent porter le nom de territoires d'outre-mer ou de religions, par exemple avec le FC Muslim et l'AS Chrétien de Bondy, ainsi qu'une équipe de France. Cela naît de la volonté de Moussa Sow de ne pas opposer les quartiers, entre lesquels existent souvent déjà des tensions. La première édition du championnat voit une finale Maroc - Tunisie. En 2019, La Fouine soutient l'équipe marocaine, Didier Drogba la Côte d'Ivoire, Karim Benzema l'Algérie et Niska la République du Congo. Les huit équipes de la première édition sont : Algérie, Cameroun, Guinée, Mali, Maroc, RD Congo, Sénégal et Tunisie. Le tournoi permet également de lever des fonds : 25 000 de dons sont envoyés à l'association Ummanité pour construire des puits dans des villages maliens.
À la fin de cette édition 2019, le tournoi prend le nom de Coupe nationale des quartiers et s'étend en dehors de Créteil avec notamment des tournois à Évry, dans le 18e arrondissement de Paris, à Bezons et Clermont-Ferrand,.
L'édition 2021 voit la victoire de la république démocratique du Congo.
Le tournoi s'élargit pour devenir masculin et féminin en 2022, avec 16 équipes masculines et 8 équipes féminines. Il prend également une envergure nationale : les équipes sont composées de joueurs et joueuses de toute la France et les matchs sont joués à Créteil. Une équipe portugaise, une italienne et une française intègrent le tournoi ; il y a également une équipe des Antilles. La finale est jouée au Stade Dominique-Duvauchelle et diffusée en direct sur Amazon Prime Video.
Le tournoi 2023 s'ouvre sur une victoire de la république démocratique du Congo après un premier match Congo - Maroc, opposant les vainqueurs 2019 et les vainqueurs 2022.

## Organisation
La Coupe nationale des quartiers est un tournoi à élimination directe, quant aux règles du tournoi, elles varient en fonction des villes. À Créteil, les 16 équipes formées se sont affrontées en matchs à élimination directe avec le principe de la mort subite. Celui qui perd est éliminé de la compétition, et celui qui gagne poursuit.
En parallèle du tournoi, des stands associatifs sont installés près des stades, notamment pour sensibiliser les jeunes au monde associatif et à l'entrepreneuriat.

## Médiatisation
Le 2 juillet 2022, la finale de la Coupe nationale des quartiers de Créteil est diffusée sur Prime Video. Le 10 novembre 2022, un documentaire consacré à la compétition sort sur le même service de vidéo à la demande.